# Gare de Courcelles-le-Comte
Gare de Courcelles-le-Comte – przystanek kolejowy w Courcelles-le-Comte, w departamencie Pas-de-Calais, w regionie Hauts-de-France, we Francji.
Jest stacją Société nationale des chemins de fer français (SNCF), obsługiwaną przez pociągi TER Nord-Pas-de-Calais.